# Hvitramannaland
Hvítramannaland (Land der weißen Menschen), auch als Irland it mikla (Großes Irland) bezeichnet, ist eine Phantominsel. In lateinischen Schriften wurde es auch als Hibernia Major oder Albania bezeichnet, wahrscheinlich im Hinblick auf die dort angeblich existierenden Menschen, deren „Haare und Haut, so weiß wie Schnee“ gewesen seien.
Dieses Land soll von verschiedenen wikingischen Seefahrern in der Nähe von Vinland lokalisiert worden sein.

## „Entdecker“

### Ari Marsson, um 983
Nach dem Landnámabók, entdeckte Ari Marsson dieses Land, nachdem er von Irland aus sechs Tage westwärts segelte:

„… ihr Sohn war Ari, welcher über den Ozean ins Weißmänner-Land abgetrieben wurde, welches einige Großes Irland nennen.“ und weiter, „Thorkel, der Sohn des Gellir sagte, dass Isländer, von Jarl Thorfin von Orkney die Geschichte so erzählt bekamen, dass Ari erkannt worden sei, im Weißmänner-Land und, dass es ihm nicht möglich sei, von dort fortzugehen, und er dort mit großer Hochachtung behandelt werde.“

### Thorfinn Karlsefni, um 1007
Hvítramannaland wird auch in der Saga von Erik dem Roten erwähnt. In dieser fangen die Männer um Thorfinn Karlsefni auf der Rückfahrt nach Grönland zwei Eingeborene:

„… Und sie lehrten den Kindern das Sprechen (der altnordische Sprache), und sie wurden getauft. Die Kinder nannten ihre Mutter Vaetilldi und ihrer Vater Uvaegi. Sie sagten, dass Könige über das Land der Skrälinger herrschten, einer von ihnen wurde Avalldamon und der andere Valldidida genannt. Sie sagten, dass dort keine Häuser wären und die Leute in Höhlen oder Löchern lebten.
Sie sagten weiterhin, dass auf der anderen Seite gegenüber ihrem Land ein anderes Land liege, und die Leute dort weiße Kleidung trügen; laute Schreie äußerten, lange Stangen mit sich führten und Fransen trügen. Es wurde angenommen, dass es sich um das Hvitramannaland (Land der weißen Männer) handele.“

### Gudleif Gudlaugson, um 1029
In der Eyrbyggja saga wird erzählt, wie Gudleif Gudlaugson und seine Mannschaft das Land besuchten, dessen Einwohner irisch sprachen. Diese Iren wollten die Nordleute töten oder versklaven. Sie wurden jedoch durch die Intervention eines Isländers gerettet, der unter ihnen lebte. Sie nahmen an, dieser Mann sei Björn Asbrandsson, welcher etwa 30 Jahre vorher aus Island verbannt worden war.

## Spätere Erwähnungen
In einem isländischen Dokument aus dem 16. Jahrhundert wurde das Land anscheinend „kartographisch“ erfasst:

„Sir Erlend Thordson hatte aus dem Ausland eine geographische Karte von diesem Albania, oder Land der weißen Männer erhalten, welches sich gegenüber von Vinland, dem guten (Land), befindet, welches zuvor in diesem kleinen Buch erwähnt worden war, und welches die Kaufleute früher Hibernia Major oder Großes Irland nannten, und liegt, wie gesagt wurde, in Richtung Westen vom eigentlichen Irland aus. In dieser Karte sind alle Landgebiete genau verzeichnet, und die Grenzen von Markland, Einfœtingjaland (‚Land des Einfüßers‘), und Klein-Helluland (!), zusammen mit Grönland, im Westen davon, wo anscheinend das gute Terra Florida beginnt.“

## Wertungen
Ob die vermeintliche irische Kolonie Hvitramannaland in Nordamerika, von der mittelalterliche Chronisten berichteten, dem Reich der Phantasie zuzuweisen ist, wird unterschiedlich bewertet:

„Einen wichtigen Hinweis auf die frühe Seefahrertätigkeit irischer Mönche verdanken wir ihren Nachfahren, den Wikingern, die bisher als die Hauptkonkurrenten von Kolumbus in der Entdeckungsgeschichte Amerikas galten […] Bis jetzt fehlen eindeutige archäologische Beweise für die Präsenz irischer Mönche in Amerika. Dass sie aber in der Lage gewesen sind, mit ihren ‚curraghs‘ Fahrten dorthin zu unternehmen, ist nicht zuletzt durch die Expedition Tim Severins bewiesen worden.“

Nach anderer Ansicht handelt es sich bei Hvítramannaland um einen reinen Ort der Imagination, der auf einer wohl schon wikingerzeitlichen nordischen Rezeption irischer Motive von paradiesischen Inseln, Anderweltsinseln und halb-anderweltlichen Inselklöstern beruhe, die in Irland bereits ab dem späten 7. Jh. in der Literatur (einschließlich der Hagiographie) eine wichtige Rolle spielten.

## Wortlaut in altnordischer Quelle
1. ↑  Original-Text im Landnámabók: „…þeirra son var Ari. Hann varð sæhafi til Hvítramannalands; það kalla sumir Írland hið mikla; það liggur vestur í haf nær Vínlandi hinu góða; það er kallað sex dægra sigling vestur frá Írlandi.“
2. ↑  Original-Text im Landnámabók: „Svo kvað Þorkell Gellisson segja íslenska menn, þá er heyrt höfðu frá segja Þorfinn (jarl) í Orkneyjum, að Ari hefði kenndur verið á Hvítramannalandi og náði eigi brutt að fara, en var þar vel virður.“
3. ↑  Original-Text der Saga von Erik dem Roten: „Þeir nefndu móður sína Vethildi ok föður Óvægi. Þeir sögðu, at konungar stjórnuðu Skrælingum, ok hét annarr þeira Avaldamon, en annarr Avaldidida. Þeir kváðu þar engin hús. Lágu menn þar í hellum eða holum. Þeir sögðu þar liggja land öðrum megin gagnvart sínu landi, er þeir menn byggðu, er váru í hvítum klæðum ok báru stangir fyrir sér, ok váru festar við flíkr ok æpðu hátt, ok ætla menn, at þat hafi verit Hvítramannaland eða Írland it mikla.“